# Constituição do Níger
O Níger tem sete constituições, duas revisões constitucionais substanciais e dois períodos de governo por decreto desde sua independência do domínio colonial francês em 1960. A “Sétima República” funcionou sob a Constituição de 2010 até sua dissolução em 2023 pelo General Abdourahamane Tchiani em um golpe de estado.  A junta declarou um estatuto transitório de cinco anos em 2025.

## Constituição de 25 de fevereiro de 1959
A Assembleia Constituinte do Níger, um órgão criado a partir da Assembleia Territorial do Níger eleita em dezembro de 1958, ratificou a Constituição de 1959 por uma votação de 44 a 8. A Constituição previa um sistema parlamentar com autogoverno interno limitado dentro da Comunidade Francesa. O antigo governador do Níger, Don-Jean Colombani, permaneceu como chefe de Estado, agora intitulado Alto Comissário do Níger. Poderes como defesa, relações exteriores e moeda foram mantidos pela França. Em 12 de março de 1959, a Assembleia Constituinte tornou-se a Assembleia Legislativa do Níger, com o chefe de governo, Hamani Diori, mantendo o título de Presidente do Conselho. Os poderes executivos foram investidos na Assembleia. A nova Assembleia teria 60 deputados eleitos para mandatos de 5 anos. A constituição estabeleceu elementos, como a Bandeira do Níger, o Hino Nacional do Níger e o Brasão de Armas do Níger, juntamente com a linguagem sobre a nomenclatura de órgãos políticos, direitos e poderes que foram mantidos em textos subsequentes. 

## Constituição de 8 de novembro de 1960 (Primeira República)
A Constituição de 8 de novembro de 1960 marca o primeiro sistema constitucional totalmente independente da República do Níger: a Primeira República do Níger. Com uma revisão constitucional em 1965, o sistema permaneceu em vigor até o golpe de estado nigeriano de 1974.[carece de fontes?]
Esta constituição foi revista em 7 de setembro de 1965. 

## Regime Militar de 1974
Após o golpe de estado nigeriano de 1974, um conselho militar governou a nação sem recorrer a uma Constituição até 1989, ou a um elemento civil definido até 1982. O líder do golpe de 1974, o general Seyni Kountché, governou como chefe de Estado e presidente do Conselho Militar Supremo (CSM), um órgão consultivo que, após 1982, continha elementos de um Conselho de Ministros, com um primeiro-ministro nomeado, com poderes limitados. Um Conselho Nacional para o Desenvolvimento (CND) consultivo substituiu a Assembleia Nacional . Partidos políticos eram ilegais. Após a morte do General em 10 de novembro de 1987, o General Ali Saïbou tornou-se Presidente do CSM e iniciou uma série de reformas que levaram à Segunda República.[carece de fontes?]

## Constituição de Setembro de 1989 (Segunda República)
A Constituição de setembro de 1989 estabeleceu um único partido político e uma assembleia consultiva no lugar da Assembleia Nacional.[carece de fontes?]

## Constituição de Dezembro de 1992 (Terceira República)
constituição de dezembro de 1992 foi criada ao longo de mais de um ano, após a formação da Conferência Nacional civil para substituir o regime semimilitar.  Ratificada em 26 de dezembro de 1992, aprovada por referendo e promulgada em 22 de janeiro de 1993, a Constituição criou um sistema executivo duplo. O Presidente, como Chefe de Estado, era eleito pelo povo para um mandato de cinco anos, limitado a dois mandatos, e nomeava o Primeiro-Ministro. O Primeiro-Ministro, como Chefe de Governo, foi escolhido por uma Assembleia Nacional de 83 pessoas, eleitas por representação proporcional. Consequentemente, em 1994, o Níger enfrentou um presidente que era rival político do seu próprio primeiro-ministro. A Conferência Nacional também inseriu fortes disposições constitucionais que protegem os Direitos Humanos, uma comissão destinada a proteger a liberdade de imprensa e encarregou explicitamente o Supremo Tribunal de proteger esses direitos. 

## Constituição de Maio de 1996 (Quarta República)
A constituição de dezembro de 1992 foi suspensa por um golpe militar liderado por Ibrahim Baré Maïnassara em janeiro de 1996. A Constituição de 12 de maio de 1996 foi aprovada por referendo como a Quarta República . Após uma eleição disputada nacional e internacionalmente, Maïnassara declarou-se vencedor no primeiro turno das eleições presidenciais. A constituição de 1996 foi marcada por um executivo muito forte e pela capacidade de governar por decreto. Menos de três anos depois, quando Maïnassara foi morto no golpe de 9 de abril de 1999, os militares reconduziram Ibrahim Hassane Mayaki como primeiro-ministro para um governo de transição e um gabinete de transição composto por 20 membros, a maioria civis, para criar uma nova constituição. O líder do golpe e chefe do Conselho de Reconciliação Nacional (CRN), Major Daouda Malam Wanké, anunciou rapidamente sua intenção de promulgar uma nova constituição e instituir o retorno ao governo civil. O governo interino também substituiu sete líderes militares regionais do Níger. Wanké anunciou que não concorreria à presidência e desqualificou todos os militares e agentes de segurança, bem como todos os membros do governo de transição, de concorrer às eleições. Wanké nomeou uma comissão eleitoral nacional independente de 60 membros para supervisionar o estabelecimento dos papéis eleitorais e a votação. O CRN renunciou a qualquer forma de remuneração durante o período de transição e decidiu reduzir pela metade os salários dos futuros membros do governo.
Uma nova constituição projetada para distribuir o poder entre o presidente, o primeiro-ministro e o legislativo foi aprovada por referendo, apesar da baixíssima participação eleitoral em julho de 1999.

## Constituição de 18 de julho de 1999 (Quinta República)
A constituição do Níger de 1999 restaura o sistema de governo semipresidencial da constituição de dezembro de 1992 (Terceira República), no qual o Presidente da República é eleito por sufrágio universal para um mandato de cinco anos, e um primeiro-ministro, nomeado pelo presidente, compartilha o poder executivo. Como reflexo do aumento populacional do Níger, a Assembleia Nacional unicameral foi expandida em 2004 para 113 deputados eleitos para um mandato de 5 anos sob um sistema majoritário de representação. Os partidos políticos devem obter pelo menos 5% dos votos para obter um assento na legislatura. 

## Constituição de 18 de agosto de 2009 (Sexta República)
Em 2009, o presidente Mamadou Tandja organizou um referendo constitucional. Oferecia uma Sexta República, com um sistema totalmente presidencial, a suspensão da Constituição de 1999 e um governo interino de 3 anos com Tandja como presidente. Foi declarado ilegal pelo Tribunal Constitucional, mas Tandja dissolveu o Tribunal e assumiu poderes de emergência. A oposição boicotou o referendo e a nova constituição foi adotada com 92,5% dos eleitores e 68% de comparecimento, de acordo com resultados oficiais.

## Constituição de 2010 (Sétima República)
O presidente Mamadou Tandja foi deposto em 18 de fevereiro de 2010 por um golpe de estado militar. A junta, chamada de "Conselho Supremo para a Restauração da Democracia" e liderada por Salou Djibo, organizou a transição. Em 31 de Outubro de 2010, uma nova constituição foi adoptada por um referendo com 90,19% a favor e uma participação de 52,02% (resultados oficiais de 25 de Novembro). 

## Carta de transição de 2025
Em 26 de março de 2025, uma carta transitória substituiu a constituição que declarou o líder da junta, Abdourahmane Tchiani, presidente do Níger por um período de cinco anos. 